# Aeropuerto Municipal de Ratón
El Aeropuerto Municipal de Ratón (en inglés: Raton Municipal Airport) (IATA: RTN, ICAO: KRTN, FAA LID: RTN) está a 12 millas al suroeste de la localidad de Ratón, en el condado de Colfax, Nuevo México al suroeste de Estados Unidos. El Plan Nacional de Sistemas Integrados de Aeropuertos para 2011-2015 lo define como una instalación de aviación general.
Continental Airlines una vez sirvió el aeropuerto de Ratón a principios de 1950 como una de varias paradas en su ruta entre Denver y Albuquerque y continuando a El Paso. 
El Aeropuerto Municipal de Ratón cubre 518 hectáreas (1.280 acres) a una altitud de 1936 m (6352 pies). 
Cuenta con dos pistas de asfalto : 02/20 con 2 323x23 m (7620x75 pies) y 07/25 con 1342x23 m (4404x75 pies).